# Euphorbia pentops
Euphorbia pentops là một loài thực vật có hoa trong họ Đại kích. Loài này được Marloth ex A.C.White, R.A.Dyer & B.Sloane mô tả khoa học đầu tiên năm 1941.